# Mackintoshia
Mackintoshia is een monotypisch geslacht van schimmels behorend tot de familie Boletaceae. De soort is beschreven door zowel Giovanni Pacioni als Cathy Sharp en in 2000 geldig gepubliceerd. Het bevat alleen de soort Mackintoshia persica, die voorkomt in Zimbabwe. 